# Tammo Bakker
Tammo Bakker (Veendam, 30 mei 1931 - aldaar, 2 november 2016) was een Nederlandse schrijver en dichter die eveneens in het Gronings schreef.
Voordat hij schrijver werd, was hij werkzaam als docent bij een technische school en het land- en tuinbouwonderwijs. In 1967 reisde hij vanuit zijn toenmalige woonplaats Rijnsburg naar Israël waar hij op de kibboets ging werken. In 1997 verhuisde hij terug naar zijn geboorteplaats Veendam waar hij tot zijn dood bleef wonen.